# Artamus cinereus
L'artamo faccianera o rondine boschereccia faccianera (Artamus cinereus Vieillot, 1817) è un uccello passeriforme della famiglia Artamidae.

## Etimologia
Il nome scientifico della specie, cinereus, deriva dal latino e significa "color cenere", in riferimento alla livrea di questi uccelli: il nome comune è anch'esso un riferimento alla colorazione, pur non essendo una traduzione di quello scientifico per non generare confusione con gli affini artamo cenerino ed artamo fosco.

## Descrizione

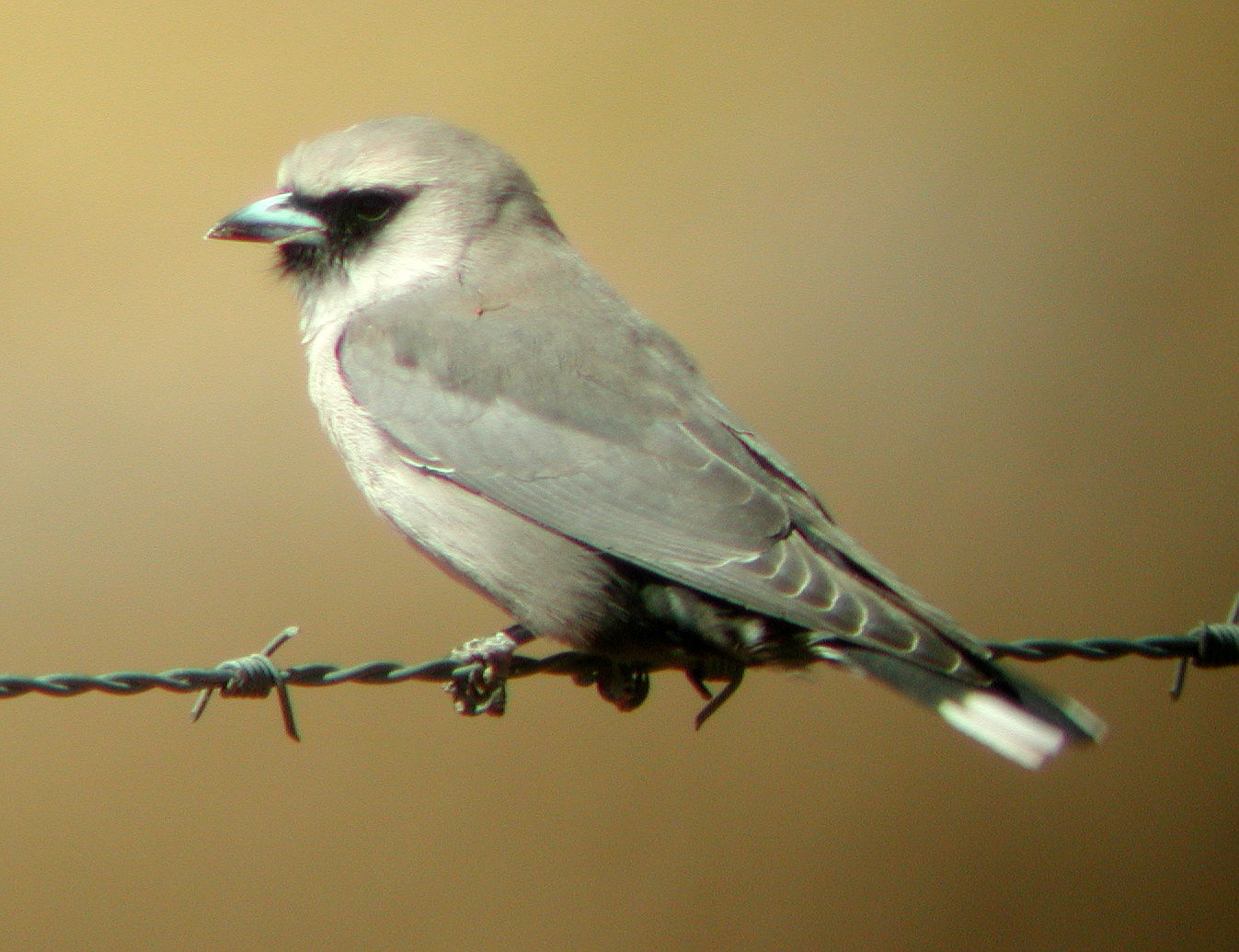
Esemplare in natura.

### Dimensioni
Misura 18 cm di lunghezza, per 30,9-40 g di peso.

### Aspetto
Si tratta di uccelli dall'aspetto robusto, muniti di testa appiattita, corto becco conico, lunghe ali appuntite dalla base molto larga e corta coda squadrata, nonché di zampe piuttosto corte.
Il piumaggio si presenta di colore grigio cenere (da cui il nome scientifico) su tutto il corpo, con tendenza a scurirsi su ali e coda e a schiarirsi ed assumere sfumature di colore beige su vertice, faccia, petto e ventre: alla base del becco è presente un anello di piume nere, ed il nero si continua nei lati del becco fino agli occhi, formando una mascherina che frutta alla specie il suo nome comune. La superficie inferiore delle ali è di colore grigio argenteo, mentre la coda superiormente è nerastra con punta nera, mentre la sua superficie inferiore è bianca in alcune sottospecie (nominale, melanops e perspicillatus) e nera in altre (normani e inkermani).

I sessi sono simili, con dimorfismo sessuale praticamente assente.
Il becco è di colore grigio-bluastro con punta nera, gli occhi sono di colore bruno scuro e le zampe sono nerastre.

## Biologia

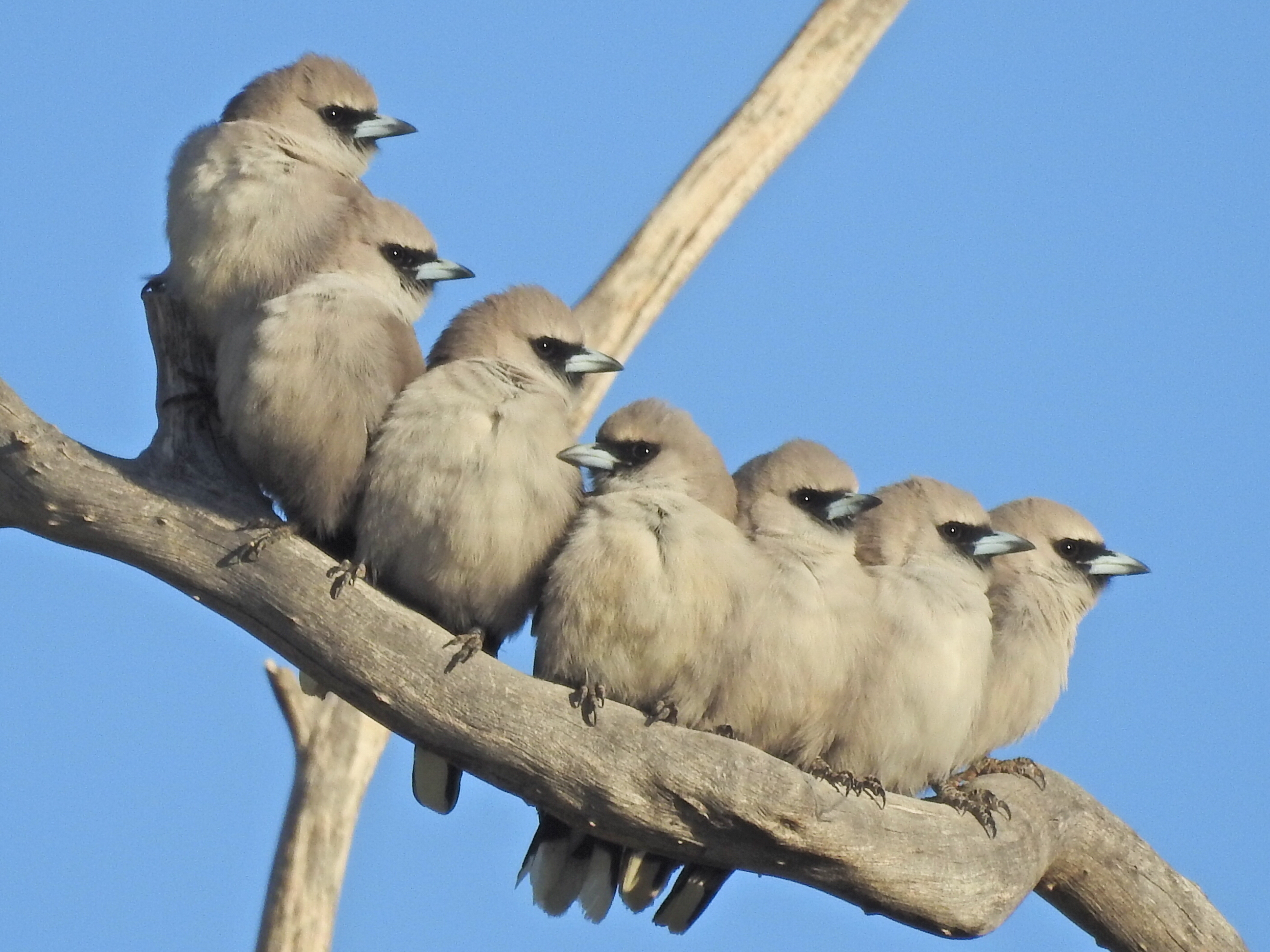
Esemplari raggruppati al pomeriggio.

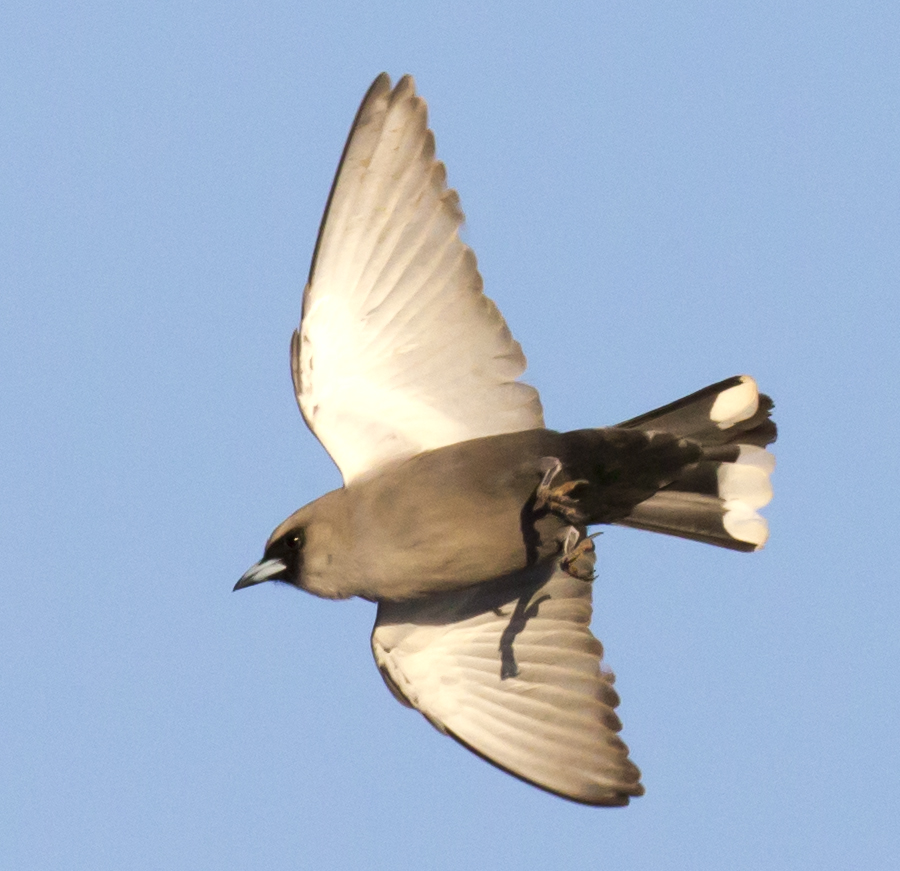
Esemplare in volo.

L'artamo faccianera è un uccelletto sociale e molto vivace, che passa la maggior parte della giornata in stormi all'incessante ricerca di cibo, spesso in associazione con altre specie di uccelli, come gli estrildidi e il raro parrocchetto spalledorate. I vari esemplari di uno stormo, pur disperdendosi in un territorio ben definito durante la giornata, verso il pomeriggio si riuniscono su un ramo elevato per passare la notte al riparo da eventuali predatori e dalle intemperie, ammassandosi gli uni sugli altri (anche per questioni di termoregolazione) e dedicando molto tempo alla tolettatura reciproca con funzione sociale.
Si tratta di uccelli molto vocali e quasi costantemente impegnati nell'emettere vocalizzazioni, generalmente versi cinguettanti atti a tenere in contatto fra loro i vari membri di uno stormo, ma alla bisogna questi animali sono in grado di emettere canti più elaborati e melodiosi, talvolta includendo in essi imitazioni del canto di altre specie.

### Alimentazione

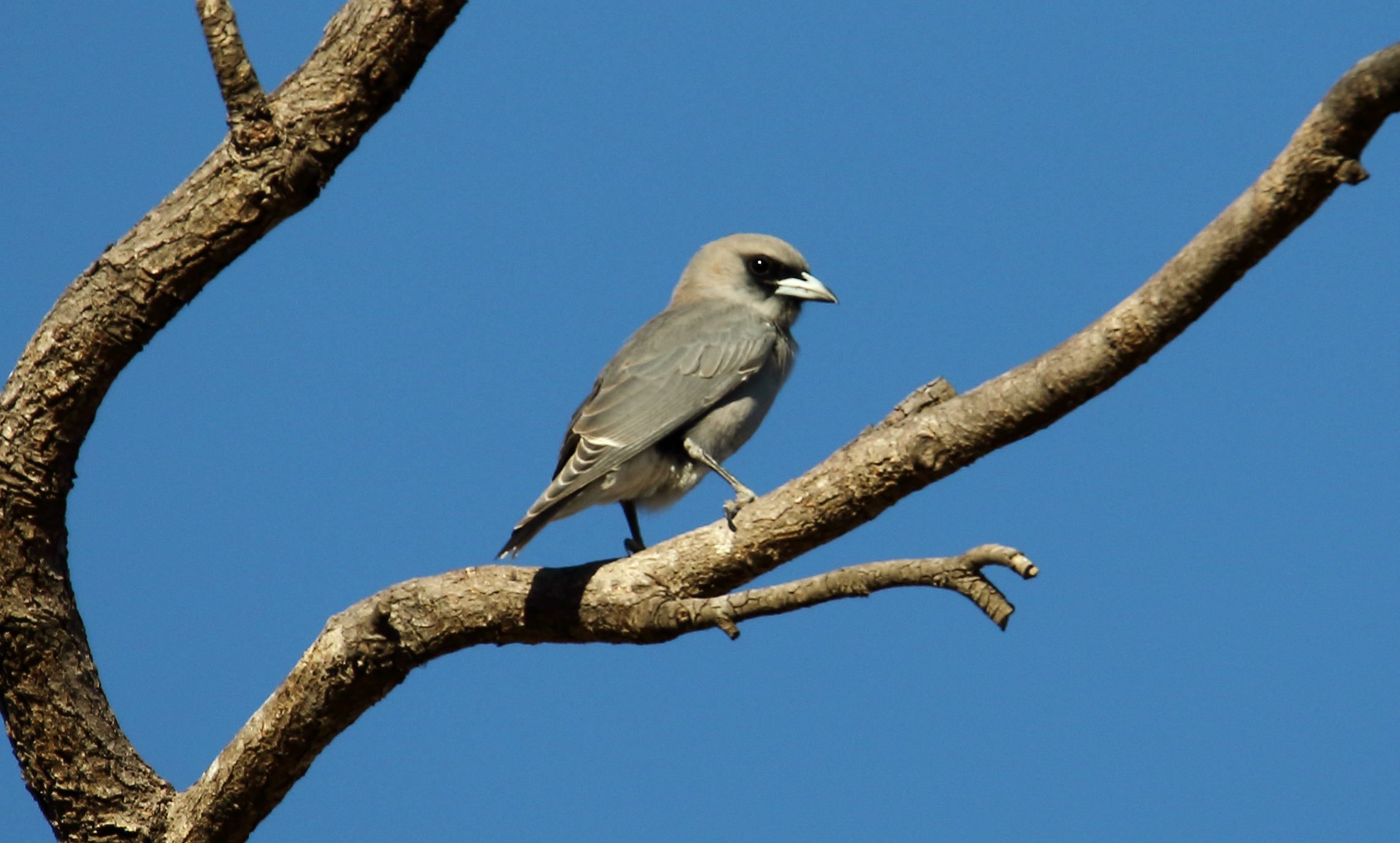
Esemplare in natura.

L'artamo faccianera è un uccello insettivoro, la cui dieta si compone in massima parte di grossi insetti alati: nei periodi in cui le cavallette della famiglia Acrididae divengono particolarmente numerose, questi uccelli non si nutrono praticamente di altro. Questi animali possono inoltre nutrirsi sporadicamente anche di bacche, frutta e nettare, che viene facilmente assunto grazie alla lingua setolosa.
Questi uccelli catturano le prede al volo, rimanendo appollaiati o planando per osservare i dintorni e scendendo in picchiata su eventuali possibili fonti di cibo di passaggio: nel caso di prede troppo grandi per essere ingoiate intere, l'animale ritorna al proprio posatoio, utilizzando una zampa per tenere ferma la preda mentre la finisce e la spezzetta col forte becco.

### Riproduzione
La stagione riproduttiva cade in agosto-settembre, con una singola covata l'anno, tuttavia sono state osservate nidificazioni in tutti i mesi dell'anno, meno che in giugno: in generale, questi uccelli nidificano immediatamente dopo le grandi piogge, per assicurare alla prole un abbondante nutrimento.

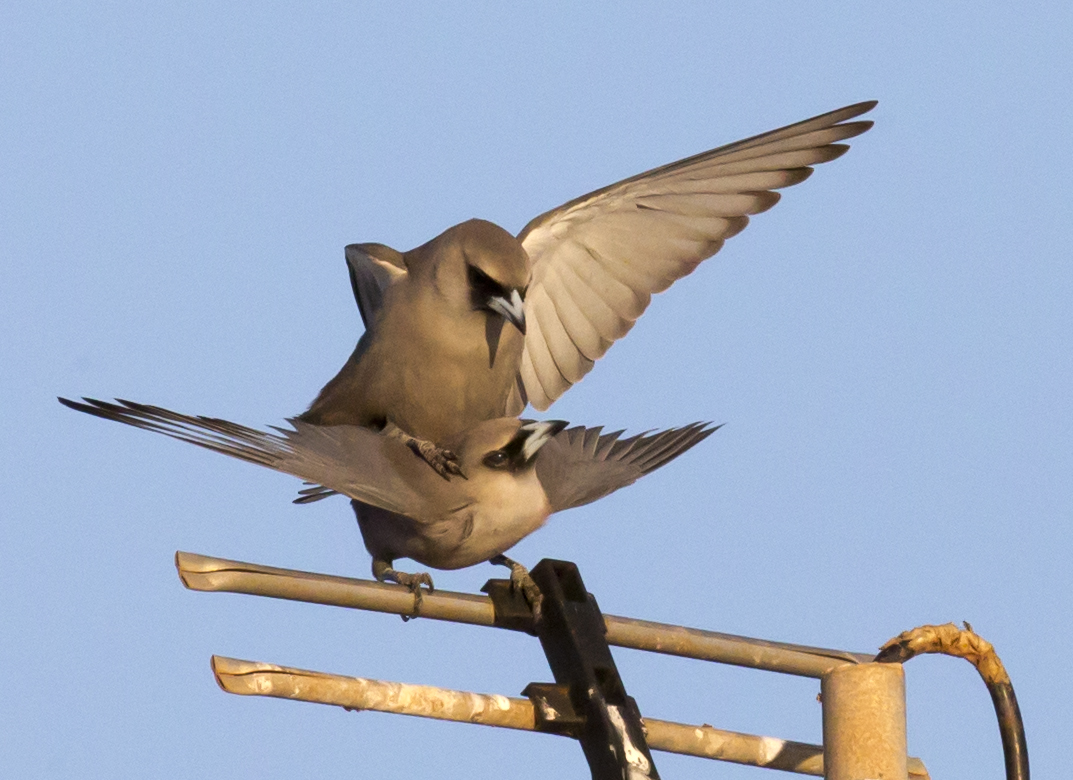
Accoppiamento.

L'artamo faccianera è una specie monogama: i maschi corteggiano le femmine con voli rituali e, una volta posatisi a circa un metro da esse, spiegando le ali e facendo la ruota con la corta coda, in modo tale da mettere in evidenza la punta bianca delle penne caudali.

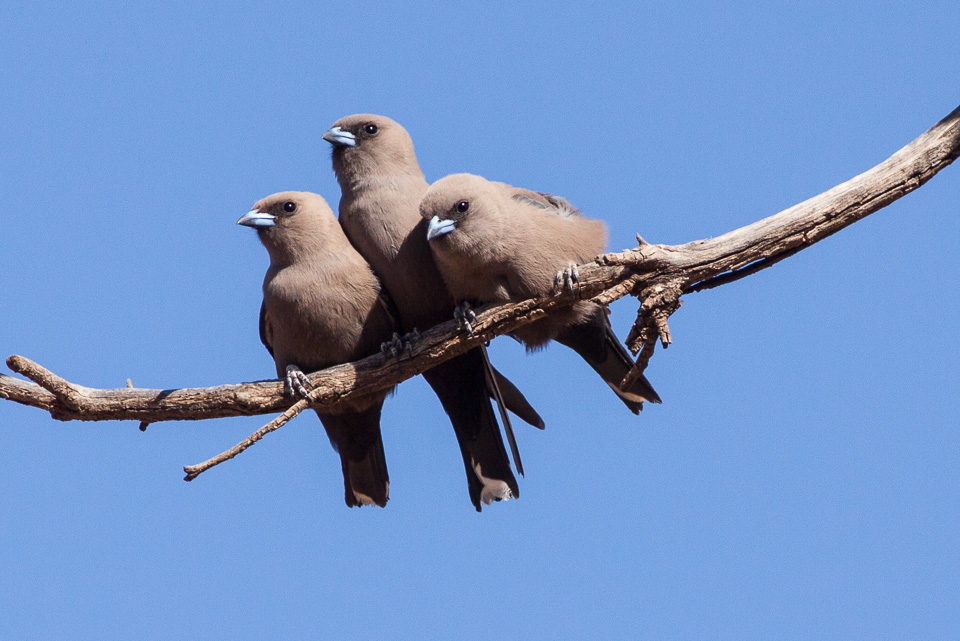
Giovani a Flinders Ranges.

Il nido viene costruito da ambedue i partner in una spaccatura della corteccia o alla biforcazione di un ramo: spesso le coppie si occupano unicamente di rimaneggiare il nido dell'anno precedente. Il nido ha la forma di una coppa appiattita e viene edificato intrecciando fibre vegetali, più grezze per la parte esterna e più soffici per quanto riguarda quella interna. Al suo interno vengono deposte 3-4 uova biancastre con punteggiature rossicce di 17 × 22 mm, che i due sessi covano alternandosi per 14-16 giorni, al termine dei quali schiudono pulli ciechi ed implumi.

I nidiacei vengono accuditi ed imbeccati dall'intero gruppo di appartenenza, i cui membri cooperano nell'allevamento della prole e nella difesa del nido e dei piccoli: essi sono pronti per involarsi a circa 18 giorni dalla schiusa, tuttavia si allontanano definitivamente dal nido solo dopo il mese di vita, entrando generalmente a far parte dello stesso stormo dei genitori.

## Distribuzione e habitat

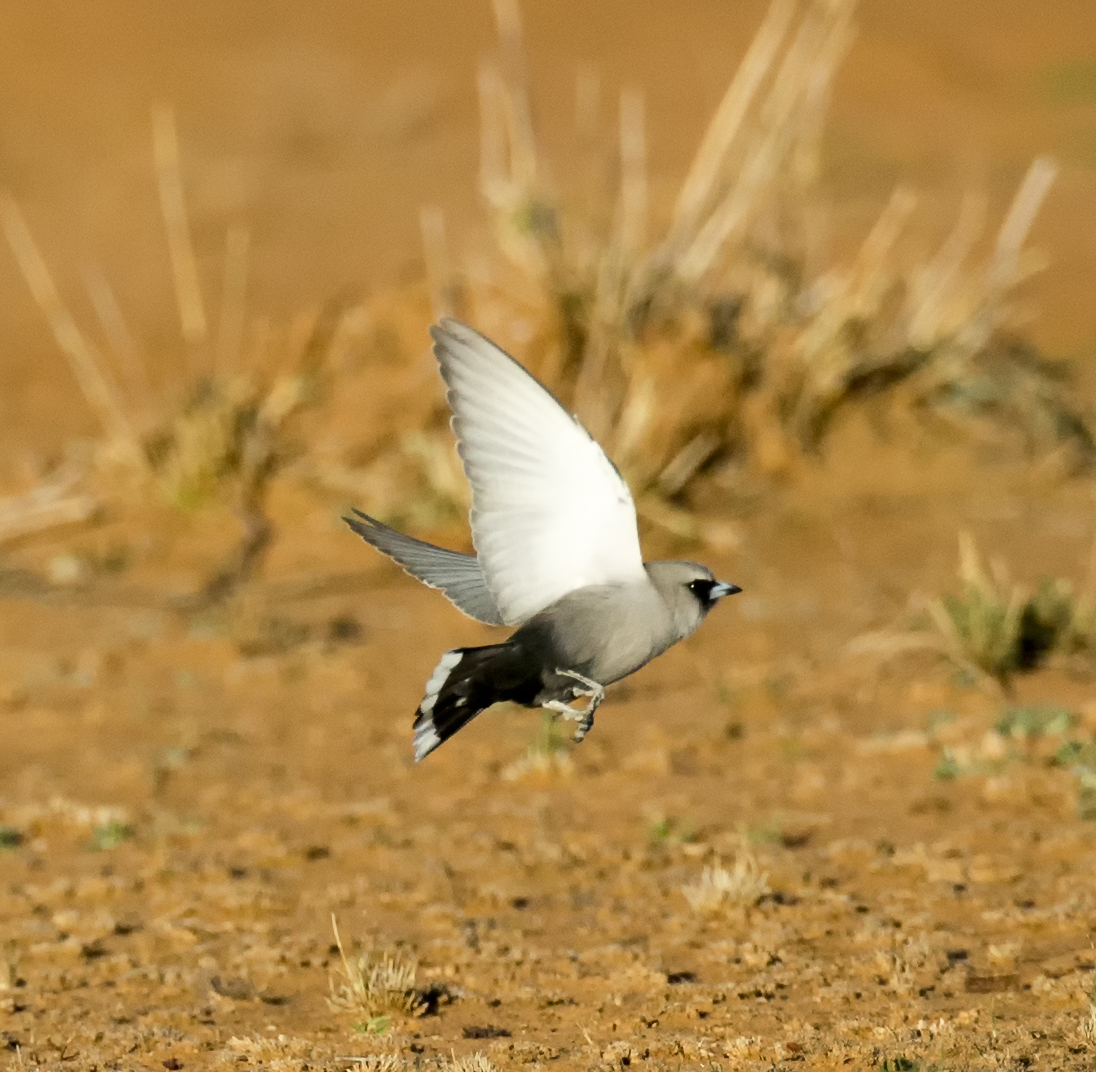
Esemplare spicca il volo a Karratha.

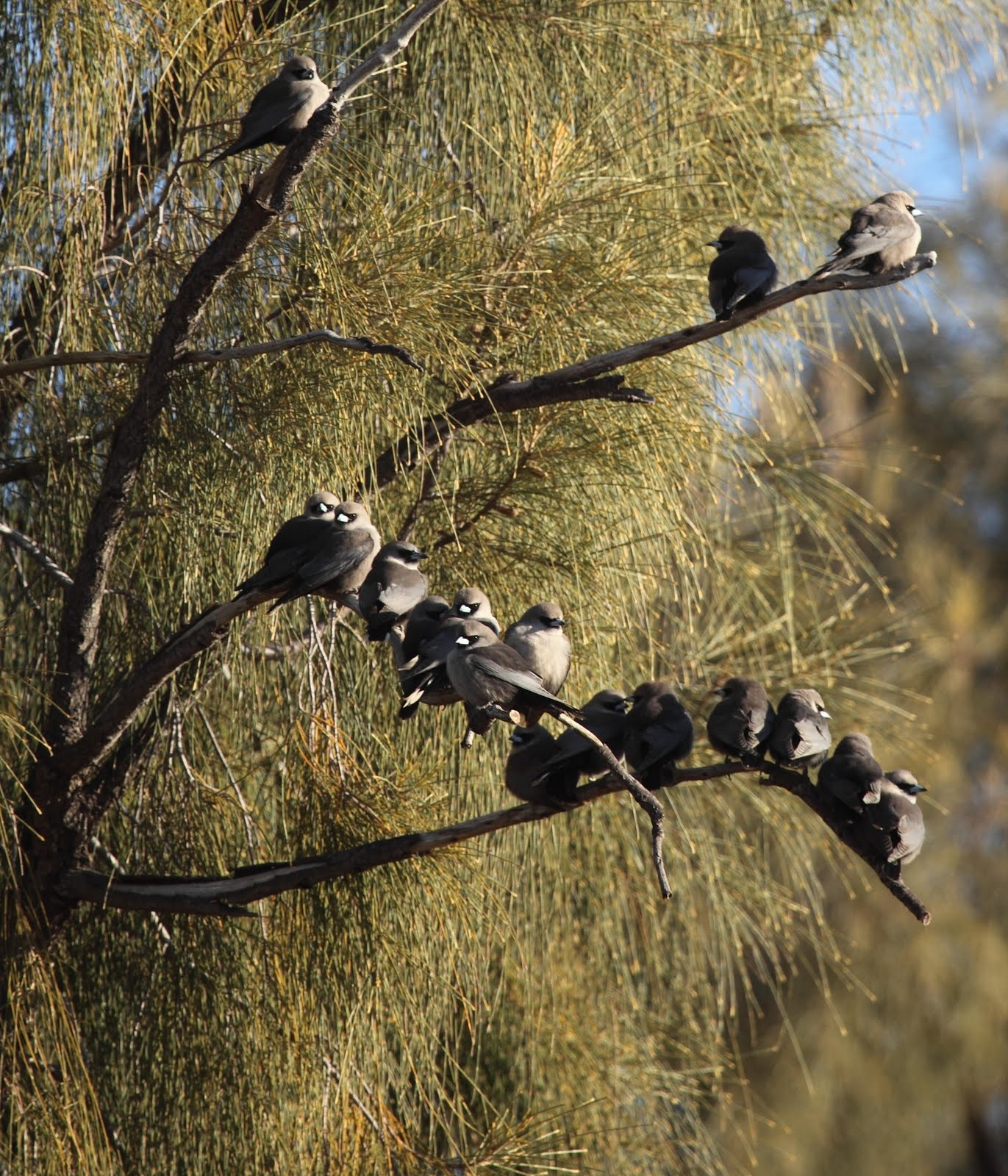
Gruppo su una casuarina nel Territorio del Nord.

L'artamo faccianera occupa un areale piuttosto vasto, che comprende gran parte dell'Australia (ad eccezione della Tasmania e della fascia costiera centro e sud-orientale), la porzione meridionale della Nuova Guinea (a sud del fiume Fly) e le Piccole Isole della Sonda orientali.

A differenza di altre specie australiane di rondine boschereccia, l'artamo faccianera è perlopiù sedentario anche in condizioni siccitose: le popolazioni del nord dell'Australia sembrano essere più prone ad effettuare movimenti, la cui entità tuttavia non è ancora stata studiata con precisione.
L'habitat di questi uccelli è rappresentato dalle aree aperte erbose di savana secca e semiarida, con presenza di alberi isolati o di macchie alberate, specialmente a eucalipto: li si osserva anche nelle zone a spinifex e nelle aree coltivate, mentre mancano dalla foresta vera e propria.

## Tassonomia
Se ne riconoscono cinque sottospecie:
- Artamus cinereus cinereus Vieillot, 1817 - la sottospecie nominale, diffusa in Australia sud-occidentale;
- Artamus cinereus perspicillatus Bonaparte, 1850 - diffusa a Semau, Timor, Leti e Sermata;
- Artamus cinereus normani (Mathews, 1923) - diffusa in Nuova Guinea e Australia nord-orientale (penisola di Capo York e Queensland nord-orientale);
- Artamus cinereus inkermani Keast, 1958 - diffusa nel Queensland centro-orientale;
- Artamus cinereus melanops Gould, 1865 - diffusa in Australia centro-orientale.

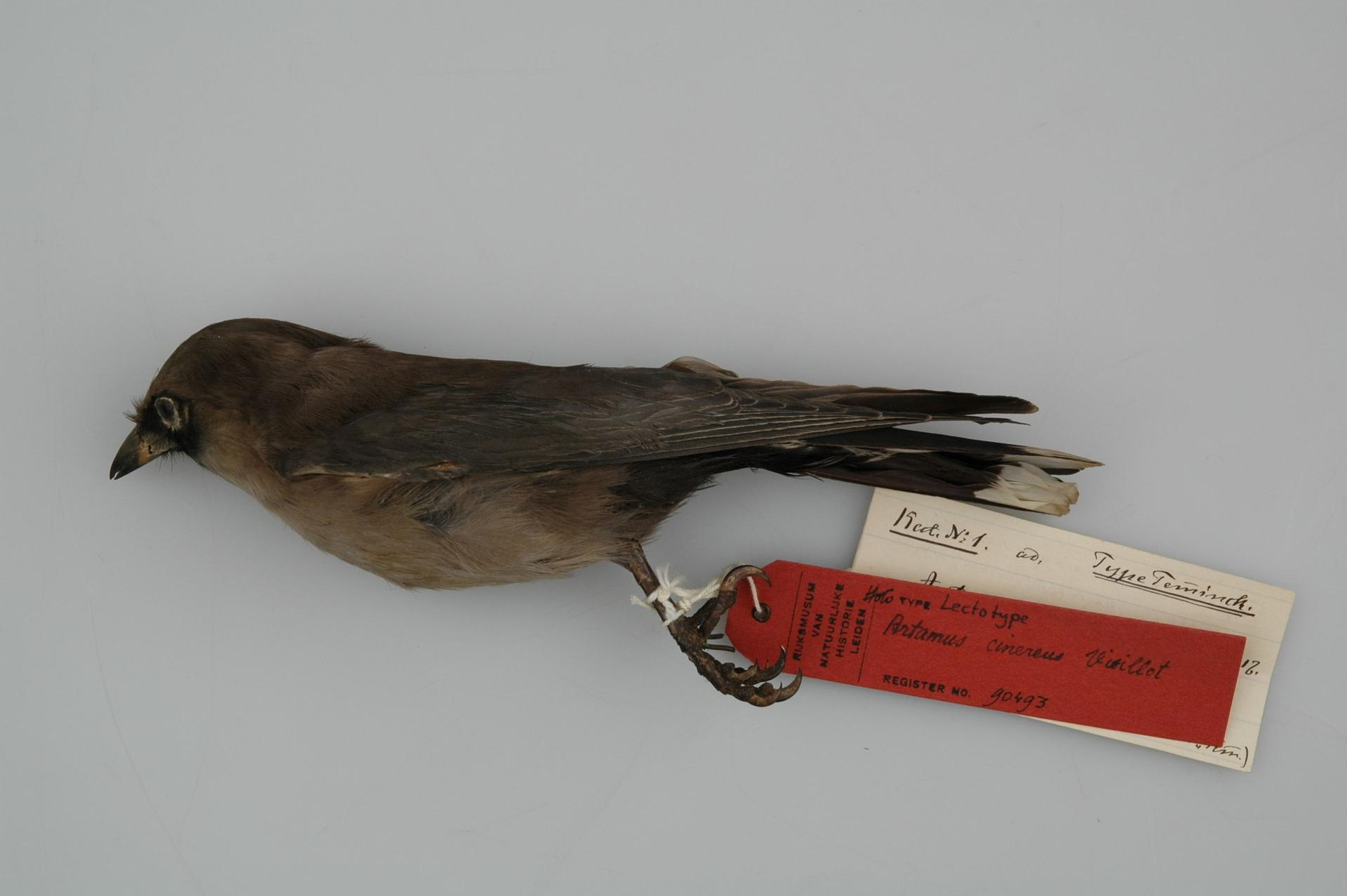
Esemplare impagliato della sottospecie nominale.
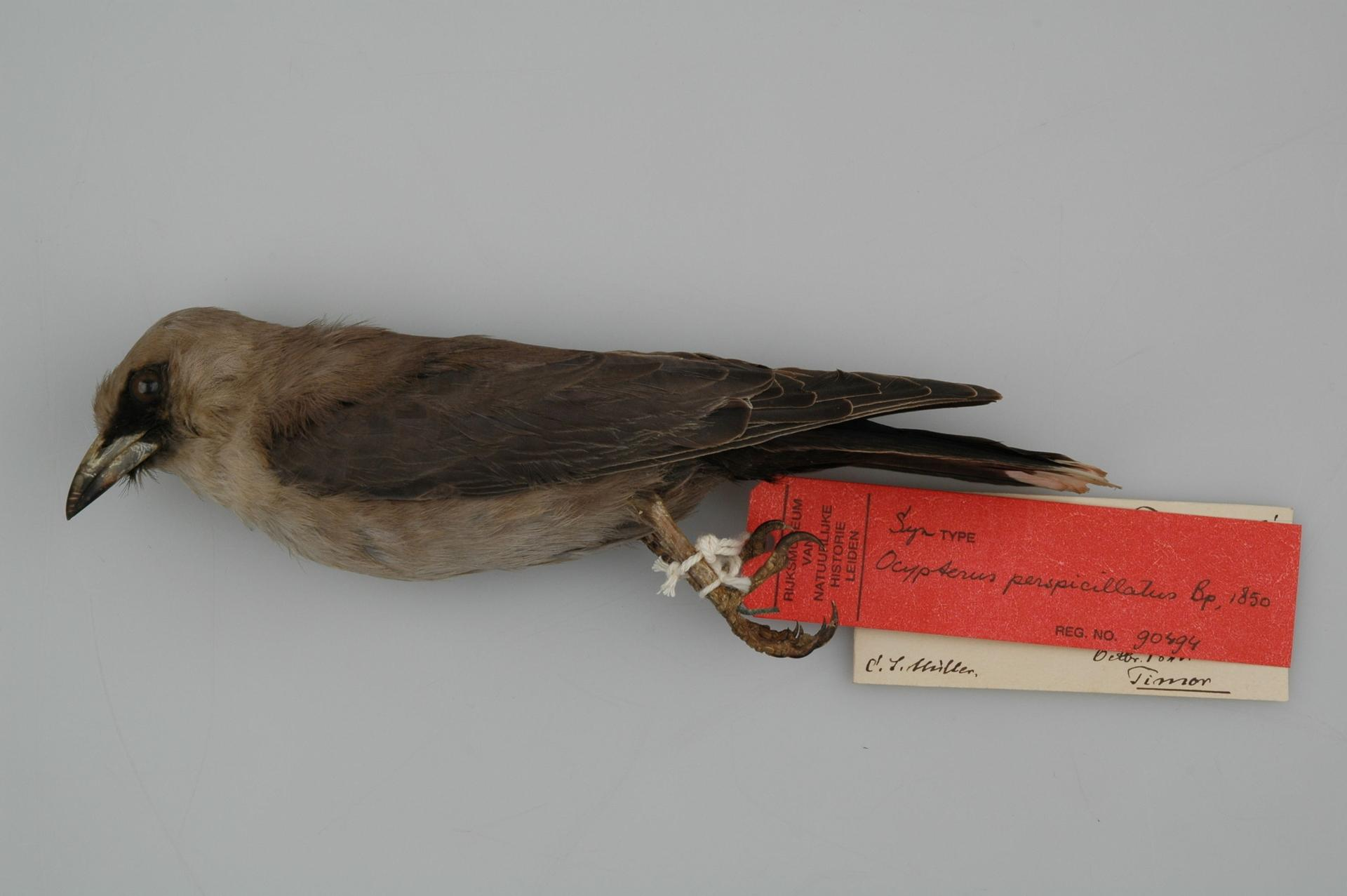
Maschio impagliato della sottospecie perspicillatus.
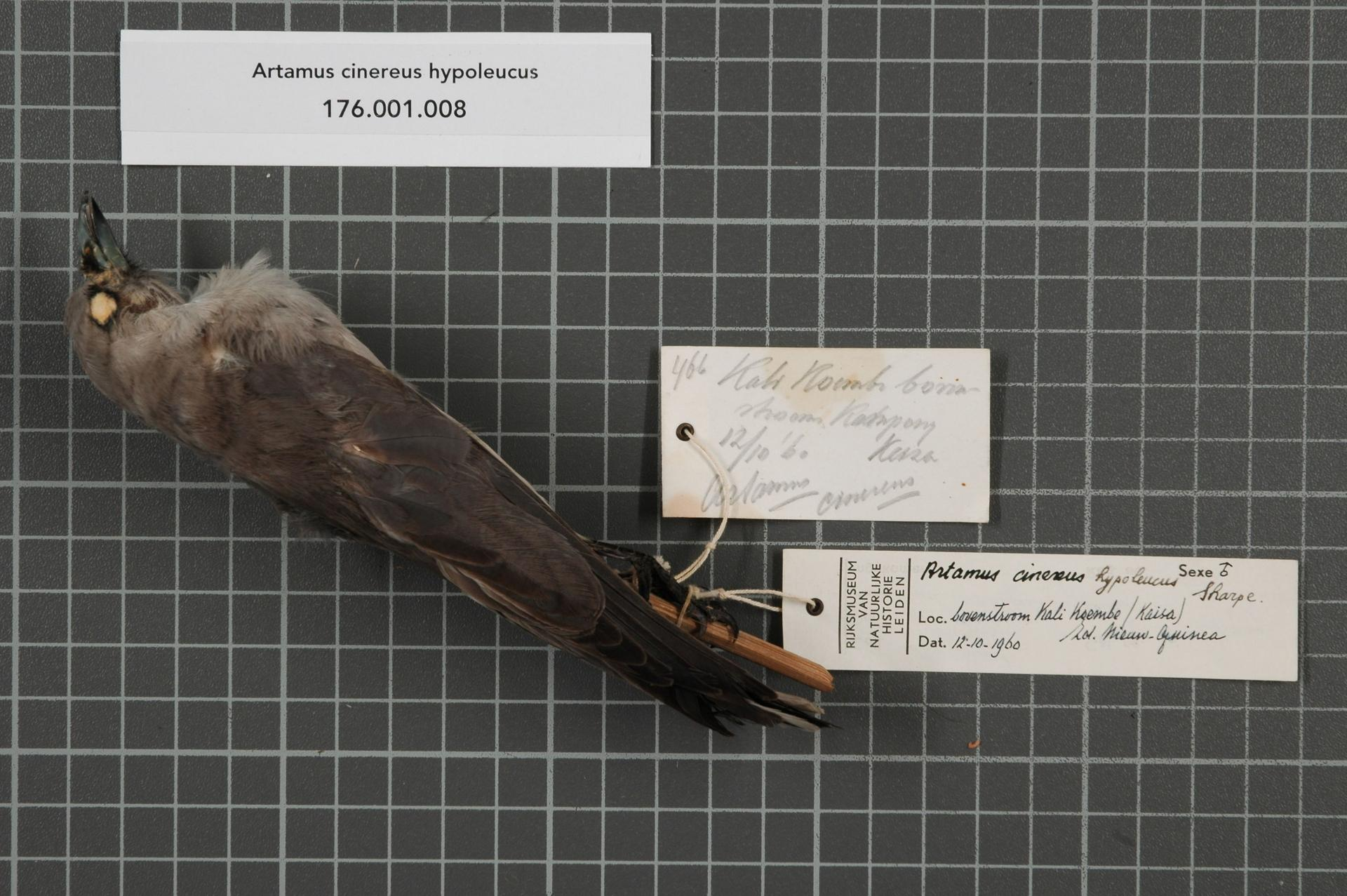
Maschio impagliato della sottospecie normani.
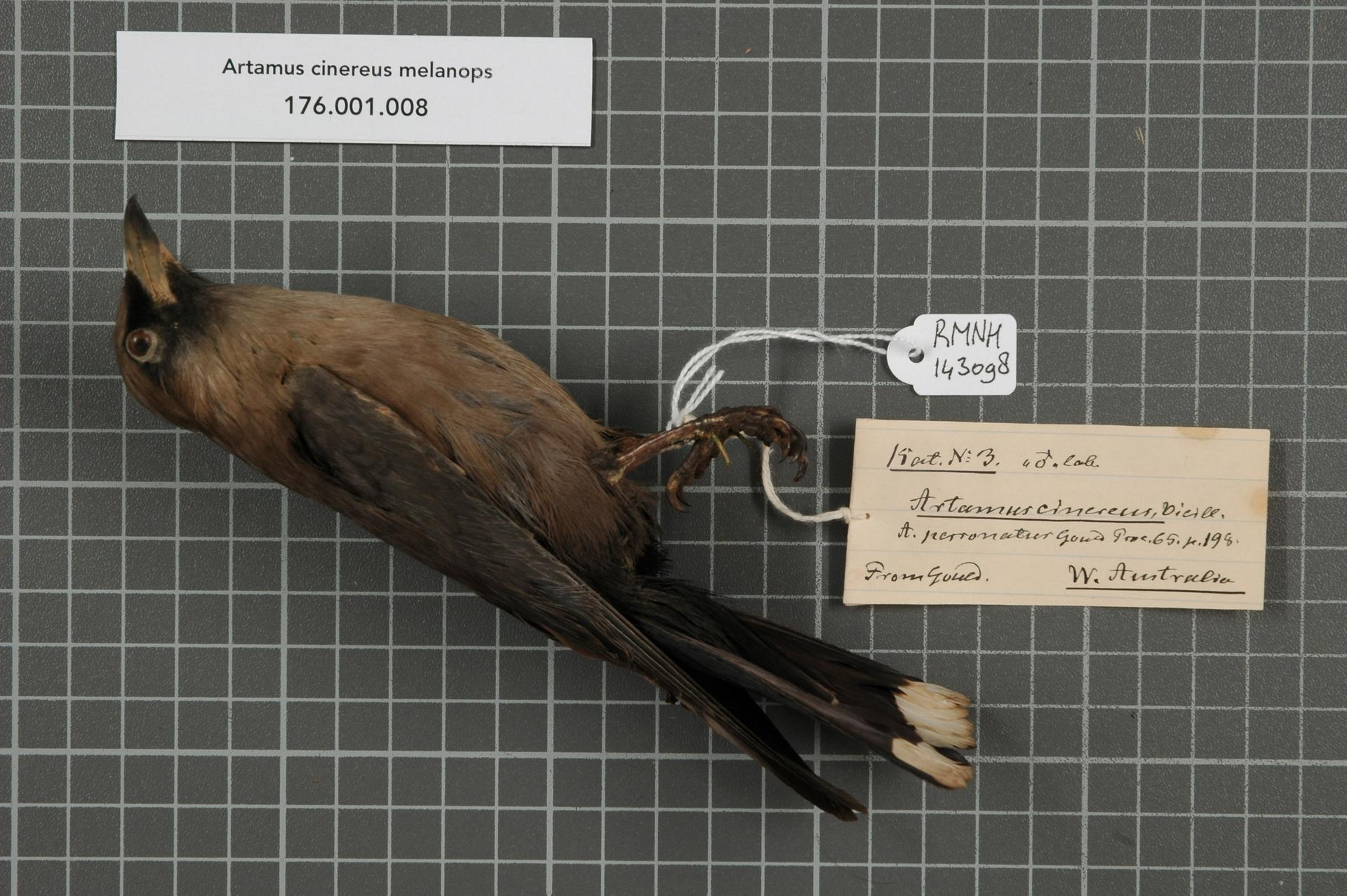
Maschio impagliato della sottospecie melanops.

Alcuni autori riconoscerebbero inoltre la sottospecie dealbatus/hypoleucus/albiventris (più volte rinominata per problemi di sinonimia, e dimostratasi essa stessa un sinonimo junior di inkermani) del Queensland centrale e orientale.

La variazione geografica è piuttosto complessa ed ancora poco studiata, con alcuni autori che proporrebbero la divisione in due specie (cinereus comprendente le sottospecie a sottocoda bianco, più adattate ad ambienti tropicali ed inkermani comprendente quelle a sottocoda nero, più adattate ad ambienti semiaridi): le varie popolazioni sembrano tuttavia meticciarsi senza alcun particolare problema nelle zone in cui i loro areali si sovrappongono.